# The Australian
 (août 2024).
Si vous disposez d'ouvrages ou d'articles de référence ou si vous connaissez des sites web de qualité traitant du thème abordé ici, merci de compléter l'article en donnant les références utiles à sa vérifiabilité et en les liant à la section « Notes et références ».
Pour les articles homonymes, voir Australian (homonymie).
The Australian (appelé The Oz de façon moins formelle) est un journal quotidien national australien fondé en 1964 (premier exemplaire paru le 15 juillet 1964 à Canberra) et publié par la News Corp de Rupert Murdoch. Son siège social se trouve à Sydney, mais il a des bureaux partout en Australie. Il a un tirage quotidien d'environ 130 000 exemplaires en semaine et environ 195 000 le samedi.
Malgré son tirage modeste, The Australian est un journal influent en raison de son lectorat : il est très lu par l'élite politique et les gens d'affaires.
The Australian prend position en faveur des politiques favorisant le libre-échange et l'économie de marché, une approche pragmatique en matière d'affaires étrangères et prône particulièrement une réglementation plus relâchée du secteur des médias.
Contrairement à l'approche plus populiste des autres journaux appartenant à la même compagnie (The Daily Telegraph et le Herald Sun), il prend une approche plus libérale sur les questions sociales. Le journal se concentre particulièrement sur les nouvelles internationales, surtout en rapport aux voisins immédiats de l'Australie dans l'Asie du sud-est. Une section spéciale apparaît le lundi sur l'actualité internationale.
En tant qu'unique quotidien national, à l'exception de l'Australian Financial Review, ses plus proches compétiteurs sont le Sydney Morning Herald et The Age de Melbourne.